# Bücken
Bücken est une ville d'Allemagne dans l'arrondissement de Nienburg/Weser en Basse-Saxe.

## Géographie

### Quartiers
- Altenbücken
- Bücken
- Calle
- Dedendorf
- Duddenhausen

## Histoire
Une abbaye y est construit en 882 par Rimbert, évêque de Brême.
Le 1er mars 1974, les municipalités de Altenbücken, Calle, Dedesdorf et Duddenhausen, y ont été intégrées.

## Population
| Années     | 1961 | 1970 | 1987 | 1992 | 1997 | 2002 | 2007 | 2008 | 2009 | 2010 | 2011 |
| ---------- | ---- | ---- | ---- | ---- | ---- | ---- | ---- | ---- | ---- | ---- | ---- |
| Population | 2439 | 2353 | 2121 | 2138 | 2286 | 2287 | 2207 | 2187 | 2154 | 2161 | 2156 |

## Personnalités liées à la commune
- Johannes Klenkok (de) (vers 1310-1374) : théologien
- Georg Dietrich Leyding (1664-1710) : compositeur
- Georg Friedrich Mölling (de) (1796-1878) : homme politique
- Gustav Julius Vennigerholz (de) (1820-1901) : historien
- Carl Koldewey (1837-1908) : explorateur
- William Wrede (1859-1906) : théologien